# Vladimir Nikolaevič Pčëlin
Vladimir Nikolaevič Pčëlin (in russo Владимир Николаевич Пчёлин?) (Kiev, 1º luglio 1869 – Mosca, 14 gennaio 1941) è stato un pittore e grafico russo.
Fu autore di dipinti di genere e di paesaggi. Dopo il 1917 sviluppò il tema della rivoluzione. Nel 1926 gli fu assegnato il titolo di artista meritevole della Repubblica Socialista Federativa Sovietica Russa (Заслуженный художник РСФСР), e nel 1934 - lavoratore delle arti meritevole della Repubblica Socialista Federativa Sovietica Russa (Заслуженный деятель искусств РСФСР).

## Biografia
Suo padre era un geometra. La madre di Vladimir Nikolaevič apparteneva alla famiglia di artisti Tyranov; Vladimir è il pronipote dell'artista Aleksej Vasil'evič Tyranov, che determinò ampiamente il destino del pittore.
Ricevette la sua formazione artistica presso la Scuola di pittura, scultura e architettura di Mosca, ove si laureò con il titolo di artista di classe. Ebbe fra i suoi insegnanti Evgraf Semënovič Sorokin, Illarion Michajlovič Prjanišnikov, Vladimir Egorovič Makovskij, Abram Efimovič Archipov e Nikolaj Alekseevič Kasatkin. Nel 1891-1892 gli fu assegnata una medaglia d'argento per il disegno dal vivo; nel 1895 per il dipinto Проигрался (Proigralsja) ottenne il titolo di artista di classe. Poi per qualche tempo Pčëlin studiò presso l'Accademia Imperiale di Belle Arti nel laboratorio di Il'ja Efimovič Repin.
Fu espositore della Compagnia delle esposizioni di arte itinerante.
La rivoluzione d'ottobre cambiò la visione del mondo dell'artista e iniziò a lavorare a un genere storico-rivoluzionario. I dipinti più famosi per il pubblico sovietico furono "L'esecuzione di Aleksandr Ul'janov" e "Il Congresso della fattoria collettiva dell'Unione visita l'Armata Rossa", le cui riproduzioni furono pubblicate su riviste e libri di testo scolastici.
Morì il 14 gennaio 1941 a Mosca e fu sepolto nel Cimitero Vvedenskoe.

## Opere
Uno dei primi dipinti importanti di Pčëlin - "Il giovane all'esame" (1892) - lo rese subito famoso e fu acquisito per la collezione di P. M. Tret'jakov. Attualmente, le opere di Pčëlin sono esposte anche alla Galleria statale Tret'jakov, nel Museo letterario governativo, nel Museo d'arte dell'Estremo Oriente.